# Cressin-Rochefort
Cressin-Rochefort es una comuna francesa situada en el departamento de Ain, de la región de Auvernia-Ródano-Alpes.

## Demografía
| 183 | 166 | 179 | 216 | 250 | 308 | 337 | 380 | 393 |
| Para los censos de 1962 a 1999 la población legal corresponde a la población sin duplicidades (Fuente: INSEE [Consultar]) |     |     |     |     |     |     |     |     |